# 48–50 Market Street (Kilsyth)

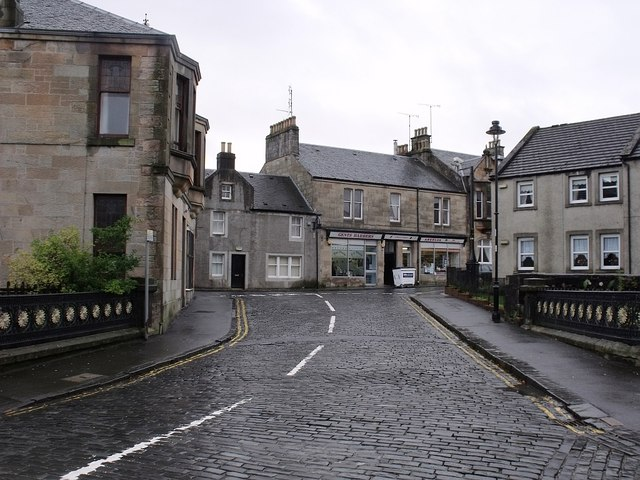
48–50 Market Street befindet sich halblinks am Ende der Straße

Unter der Adresse 48–50 Market Street in der schottischen Stadt Kilsyth in der Council Area North Lanarkshire befindet sich ein Wohnhaus. Es befindet sich im Stadtzentrum etwa hundert Meter östlich des Marktplatzes. 1979 wurde das Gebäude in die schottischen Denkmallisten in der Kategorie C aufgenommen.

## Beschreibung
Das genaue Baudatum des Hauses ist nicht verzeichnet, sodass nur das späte 18. Jahrhundert als Bauzeitraum angegeben werden kann. Es steht direkt an der gepflasterten Market Street gegenüber der Einmündung der Straße Burngreen. Es handelt sich um ein unsymmetrisch aufgeteiltes Doppelhaus. Die beiden Eingangstüren weisen zur Frontseite hin und sind von drei unsymmetrisch angeordneten Fenstern umgeben, darunter ein Drillingsfenster. Im Obergeschoss des zweistöckigen Gebäudes sind zur Vorderseite hin drei einfache Fenster verbaut. Ein weiteres Fenster befindet sich an dem mittigen Zwerchgiebel mit Satteldach, der mit der Fassade abschließt und einen der beiden Schornsteine trägt. Der zweite Schornstein schließt mit dem Seitengiebel des Satteldachhauses ab. Die Fassade ist im traditionellen südwestschottischen Stil mit Harl verputzt.